# Lin Zhao
A la Xina els cognoms precedeixen el nom (en aquest cas Zhao)
Lin Zhao (xinès simplificat: 林昭, pinyin: Lín Zhāo) era el pseudònim literari Peng Lingzhao (xinès simplificat: 彭令昭, pinyin: Péng Lìngzhāo; Suzhou, Jiangsu, 16 de desembre de 1932 - Xangai, 29 d'abril de 1968), poetessa xinesa, que va morir afusellada durant la Revolució Cultural.
Començà a utilitzar el pseudònim Lin Zhao per atacar el govern dels nacionalistes. La seva família era d'origen burgès i el 1949, amb 17 anys, se n'anà a Pequín a estudiar periodisme a l'escola del Partit Comunista. L'estiu de 1950 participa en les tasques de distribució de terres arran de la reforma agrària. Fanàtica maoista, és testimoni de brutalitats contra els denominats reaccionaris i fins i tot arribarà a perpetrar accions humiliants contra les víctimes dretanes justificades per tractar-se d'una lluita de classes.
El 1957, en La Campanya de les Cent Flors, destinada a animar els ciutadans a assenyalar els errors dels responsables de l'Administració per tal de corregir-los; el PCX, veient el caire que tenien les denúncies que s'efectuaven (que no es limitaven a simples crítiques sinó que també apareixien denúncies d'abús de les autoritats) decideix acabar amb aquesta campanya i castigar els crítics.
Lin va ser una de les portaveus de la dissidència intel·lectual. Llavors formava part del Departament de Literatura de la Universitat de Pequín i, com a represàlia, fou obligada a tasques de neteja en el centre i va haver de participar en la matança de mosquits amb motiu de la Campanya contra les Quatre Pestes. Més endavant va ser destinada a tasques burocràtiques com endreçar diaris a la biblioteca.
A la universitat coneix Gan Cui i quan decideixen casar-se no van rebre l'autorització per fer-ho. Gan és enviat a un laogai (camp de treball) en el Xinjiang per a reeducar-se; en sortirà el 1979.
L'octubre de 1960 mentre es trobava a Suzhou en llibertat condicional per motius de salut, fou detinguda i acusada, amb altres companys, d'haver ajudat a la publicació d'una revista clandestina crítica amb Mao amb motiu de les conseqüències negatives del Gran Salt Endavant, i fou condemnada a vint anys de presó. Va sofrir pallisses i tortures diverses. Es va negar a fer-se una autocrítica o retractar-se. A la presó de Tilanqiao, Xangai, va continuar escrivint crítiques amb la seva sang, punxant-se amb una agulla de cap perquè li havien prohibit utilitzar una ploma. Als 35 anys mor afusellada a Xangai durant la Revolució Cultural. La família es va assabentar de la notícia quan un policia va reclamar el cost de la bala que la va matar.
Les autoritats xineses la van rehabilitar el 1981. El 2004, el cineasta xinès Hu Jie va realitzar un documental sobre la seva vida.